# Élections régionales mauritaniennes de 2023
Les élections régionales mauritaniennes de 2023 se déroulent le 13 mai 2023 afin de renouveler pour cinq ans les membres des conseils régionaux ainsi que les présidents des six régions de Mauritanie. Des élections municipales et législatives ont lieu simultanément, , . 
Les élections sont remportées par le Parti de l'équité au pouvoir.

## Système électoral
À la suite d'une récente réforme de la loi électorale, l'ensemble des conseillers sont élus au scrutin proportionnel plurinominal sans seuil électoral, avec distribution des sièges sur la base du quotient électoral et l’attribution du reste des sièges selon la règle du plus fort reste,.